# 조재윤 (체조 선수)
조재윤(1991년 11월 1일 ~)은 대한민국의 기계체조 선수이다.

## 학력
- 대구체육고등학교
- 한양대학교 체육학과